# 윤인섭 (야구인)
윤인섭(1977년 4월 3일 ~ )은 전 KBO 리그 야구 선수의 외야수이다.

## 출신학교
- 1990년 ~ 1993년 : 상인천중학교
- 1993년 ~ 1996년 : 인천고등학교
- 1996년 ~ 2000년 : 건국대학교 (1996학번)